# Der Beweis – Liebe zwischen Genie und Wahnsinn
Der Beweis – Liebe zwischen Genie und Wahnsinn ist ein Spielfilm des britischen Regisseurs John Madden aus dem Jahr 2005. Das Drama basiert auf dem gleichnamigen Theaterstück von David Auburn aus dem Jahr 2000 und wurde u. a. vom Filmstudio Miramax produziert. Der Film startete am 4. Mai 2006 in den deutschen und österreichischen Kinos. Der Original-Schriftzug des Films lautet im Englischen {proof} und im Deutschen {der/beweis}.

## Handlung
Der Film beginnt mit einer Unterhaltung zwischen dem brillanten Mathematiker Robert, Professor an der University of Chicago, und dessen Tochter Catherine. Robert, der schon seit einigen Jahren an einer mysteriösen Geisteskrankheit leidet, versucht seine Tochter davon zu überzeugen, dass sie seine Krankheit nicht geerbt habe – seine Genialität in puncto Mathematik dagegen schon. In der Vergangenheit hatte sie bereits versucht, aus dem Schatten ihres berühmten Vaters herauszutreten und selber an der Northwestern University in Evanston Mathematik studiert. Als ihr Vater erkrankte, gab sie ihr Studium auf und sorgte für ihn.
Die Handlung nimmt eine überraschende Wendung, als klar wird, dass Robert nur wenige Tage zuvor gestorben ist und sich Catherine die Unterhaltung nur einbildet. Wieder zu klarem Bewusstsein kommt sie durch Hal, Doktorand ihres Vaters. Er hat im Arbeitszimmer des Verstorbenen 103 Notizbücher, die Robert in den letzten Jahren aufgrund eines Schreibzwanges mit überwiegend sinnlosen Formeln gefüllt hat, entdeckt und hofft nun, darin noch einige Genialitäten seines ehemaligen Mentors zu finden. Catherine will jedoch verhindern, dass sich Hal zu sehr mit dem Geschriebenen auseinandersetzt, weil sie glaubt, Hal würde das Gefundene unter eigenem Namen veröffentlichen, um daraus Profit zu schlagen. Tatsächlich findet sie in Hals Jacke eines der Notizbücher und sieht sich in ihrer Vermutung bestätigt. Hal versucht ihr jedoch klarzumachen, dass in dem Buch nichts Verwertbares stehe, sondern dass ihr Vater darin Catherine seinen Dank für ihre aufopferungsvolle Pflege ausdrücke und Hal ihr dieses Buch schenken wollte, da sie genau an diesem Tag ihren 27. Geburtstag feiert.
Am nächsten Morgen – dem Tag der Beerdigung – trifft Catherines Schwester Claire aus New York ein, die sofort versucht, das Kommando über Catherines Leben zu übernehmen. Die beiden Schwestern haben sich über die Jahre hinweg voneinander entfremdet, und Claire beginnt sehr schnell, Catherine in ihrer Angst zu bestärken, die Geisteskrankheit des Vaters geerbt zu haben. Sogar Hals Existenz zweifelt sie an. Außerdem plant sie, das Haus des verstorbenen Vaters, das auf dem Campus der Universität liegt und in dem Catherine noch immer wohnt, zu verkaufen und ihre verwirrte jüngere Schwester mit sich nach New York zu nehmen.
Auf der Beerdigung sorgt Catherine für einen Eklat, indem sie ungefragt ans Mikrofon geht und alle erschienenen Leute fragt, wo sie eigentlich in den letzten Jahren, in denen es Robert so schlecht ging, gewesen seien. Verbittert darüber, dass sie sich alleine um ihn hatte kümmern müssen, schließt sie mit den Worten „Zum Glück ist er tot“ – was sie kurz darauf bereut.
Am selben Abend kommen sich Hal und Catherine näher. Nach einer gemeinsamen Nacht händigt sie ihm einen Schlüssel zu einem Schreibtischfach aus, in dem er auf ein weiteres Notizbuch stößt. Dieses enthält Aufzeichnungen über einen spektakulären mathematischen Beweis, der die Gelehrtenwelt in Erstaunen versetzen könnte. Hal und Claire sind überrascht und bezweifeln, dass Robert tatsächlich noch in der Lage gewesen sein soll, diesen Beweis verfasst zu haben. Schließlich wirft Catherine ein, dass gar nicht ihr Vater, sondern sie selbst den Beweis verfasst habe. Doch neben Claire meldet auch Hal Zweifel daran an, woraufhin Catherine wütend die restlichen Notizbücher auf den Boden wirft und das Zimmer verlässt. Ihre Selbstzweifel werden so groß, dass sie Realität und Vorstellung nicht mehr auseinanderhalten kann. Sie erkennt schließlich die Meinung von Claire als ihre eigene an.
Catherine will nun mit dem Kapitel abschließen und willigt ein, mit Claire nach New York zu kommen. Hal dagegen hat mittlerweile mit zwei unabhängigen Expertengruppen den Beweis überprüft – und es ist ihnen nicht gelungen, auch nur den kleinsten Fehler zu finden. Catherine will davon jedoch nichts hören. Dass Hal ihr nun glaube, sei gut und schön, doch er hätte dies besser bereits einige Tage zuvor getan, nun sei es zu spät. Der Fehler, den er nicht mehr gutmachen kann, ist, dass er ihr nicht vertraute und somit keinen Beweis für seine Liebe lieferte. Während der Warterei am Flughafen kommt Catherine schließlich ins Grübeln, bis sie sich schließlich kurzerhand dazu entschließt, den Flughafen wieder zu verlassen, um nach Chicago – und damit zu Hal – zurückzukehren.
Der Film erzählt während des gesamten Verlaufs in Rückblenden die Geschichte von Catherine und ihrem Vater. Zwischendurch hat es immer wieder den Anschein, dass Robert den Beweis tatsächlich geschrieben haben könnte, doch zum Schluss wird der Zuschauer schmerzlich davon überzeugt, dass Roberts Krankheit schon viel zu weit fortgeschritten war, als dass er tatsächlich noch so etwas hätte zustande bringen können.

## Entstehungsgeschichte
Der Beweis basiert auf dem Theaterstück Proof von David Auburn. Der US-amerikanische Dramatiker, der 2001 für sein Werk unter anderem mit dem renommierten Pulitzer-Preis ausgezeichnet wurde, adaptierte gemeinsam mit Rebecca Miller sein komplexes Drehbuch für die Filmleinwand. Hauptdarstellerin Gwyneth Paltrow übernahm die Hauptrolle von Mary-Louise Parker, die für ihren Part als Catherine in der Broadway-Inszenierung mit dem Tony Award, dem wichtigsten US-amerikanischen Theaterpreis, ausgezeichnet worden war. Paltrow selbst hatte im Jahr 2002 bei ihrem Debüt auf der Londoner Theaterbühne am Donmar Warehouse die Protagonistin in Proof gemimt, und zwar unter der Regie von John Madden, der auch bei der Filmadaption die Regie übernahm. Für Paltrow war es die zweite filmische Zusammenarbeit mit dem Regisseur, der ihr mit dem Film Shakespeare in Love (1999) zum Oscar-Sieg verholfen hatte.
Der Großteil der Dreharbeiten von Der Beweis fand in der Umgebung des Hyde Park im Süden Chicagos statt. Obwohl viele Szenen auf dem Campus der Universität von Chicago gedreht wurden, fand keine Szene im Mathematikgebäude, Eckhart genannt, statt. Stattdessen wurden viele Szenen im Mathematikgebäude in der Divinity School abgedreht. Der Film beginnt mit einem Kameraschwenk auf Gwyneth Paltrow, wie sie die Midway Plaisance entlangradelt, wobei sehr viele Einstellungen den viereckigen Innenhof vor der Harper Library zeigen.
Die Dreharbeiten begannen am 6. Oktober 2003, und der Film wurde, obwohl im Jahr 2004 vollendet, erst 2005 veröffentlicht. Die Produktionskosten des Films wurden mit 20 Mio. US-Dollar (ca. 16,6 Mio. Euro) angegeben.
Die fachliche Beratung oblag dem britischen Mathematiker und Träger der Fields-Medaille, Timothy Gowers (* 1963).

## Rezeption
John Maddens Drama feierte am 5. September 2005 seine Premiere auf den Filmfestspielen von Venedig. Elf Tage später, am 16. September 2005, startete Der Beweis offiziell in acht ausgewählten US-amerikanischen Kinos und spielte am Eröffnungswochenende 193.843 US-Dollar ein. Bis Mitte November desselben Jahres hatte der Film etwa 7,5 Mio. US-Dollar umgesetzt und damit noch nicht einmal die Hälfte seiner Produktionskosten wieder eingespielt.
Der Film, in dem Kritiker vor allem die schauspielerische Leistung von Gwyneth Paltrow heraushoben, gehörte zum erweiterten Favoritenkreis der 78. Oscar-Verleihung, erhielt jedoch keine Nominierung.

## Kritiken
„John Maddens ‚Proof‘ ist ein außergewöhnlicher Thriller in Bezug auf Gelehrsamkeit und Herz, über die wahre Urheberschaft eines mathematischen Beweises und die Leidenschaft, die sich um ihn rankt.“

„Die Funken springen nicht über in John Maddens Filmversion, mit einem Drehbuch von Auburn und Rebecca Miller und einer blassen Gwyneth Paltrow in der Hauptrolle.“

„Irgendwo bei der Umsetzung von der Bühne auf die Kinoleinwand wurde David Auburns kraftvolles, mit dem Pulitzer-Preis ausgezeichnetes Theaterstück in einen öden Gwyneth-Paltrow-Film verwandelt.“

„Es heult, bibbert, seufzt und leidet Paltrow hier mal wieder, dass man sie auf der Stelle zur Oberheulsuse und Ehren-Maria-Schell des Weltkinos ernennen möchte – und doch ist die Atmosphäre des Films ebenso ergreifend wie Paltrows virtuoses Spiel als ellenlange und klapperdürre Wahnsinnsbeute.“

„Das mag in einzelnen Szenen grandios gespielt sein, insgesamt aber ein Nichts von einem Film und so glaubwürdig wie ein Nobelpreis für Gerhard Schröder.“

„Regisseur John Madden hat ein elegantes, intelligentes Drama zusammengewebt, von seiner Art her zusehends selten im amerikanischen Mainstreamkino.“

„[…] keine süßliche Komödie, sondern ein anrührendes, intensiv gespieltes Melodram, in dem Gwyneth Paltrow – nach 'Shakespeare in Love' erneut unter Maddens Regie – vielleicht nur ein-, zweimal zu häufig in Tränen ausbricht.“

„Mittelmäßige Adaption eines Bühnenstücks, die Emotionalität und Leidenschaft zwar behauptet, aber neben den passablen Darstellerleistungen keine adäquaten Bilder für diese Empfindungen findet. Auch die Auseinandersetzung mit der Geisteskrankheit fällt zu naiv aus, um überzeugen zu können.“

## Auszeichnungen
Das Drama war bei seiner Premiere am 5. September 2005 auf den Filmfestspielen von Venedig für den Goldenen Löwen als bester Film nominiert. Der Film unterlag aber im offiziellen Wettbewerb Ang Lees Brokeback Mountain, in dem ebenfalls Der-Beweis-Darsteller Jake Gyllenhaal eine Rolle bekleidete. Am 16. Januar 2006 war Gwyneth Paltrow bei der Verleihung der Golden Globe Awards als beste Hauptdarstellerin in einem Drama nominiert, musste sich aber Felicity Huffman (Transamerica) geschlagen geben. Für den Golden Globe Award 2006 war Gwyneth Paltrow in der Kategorie Beste Hauptdarstellerin – Drama nominiert.